# Michał Pius Römer

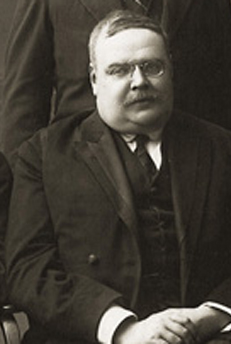
Römer nel 1930

Michał Pius Römer in seguito utilizzò la versione lituana Mykolas Römeris (Bagdoniškis, 1880 – Vilnius, 1945) fu un avvocato, scienziato e politico lituano.

## Biografia
Römer nacque in Lituania da una nobile famiglia polonizzata di origine baltico-tedesca della Livonia. Era uno dei membri della szlachta fedeli all'eredità del Granducato di Lituania, denominati Krajowcy. Suo padre era Michał Kazimierz Römer, la madre Konstancja Tukałła.
Römer frequentò la facoltà di giurisprudenza a San Pietroburgo (1893-1901) e successivamente si interessò alla storia a Cracovia (1901-1902), prima di trasferirsi a Parigi per studiare all'École des sciences politiques (1902-1905). Tenne la prima conferenza sulla Lituania a Parigi nel 1905, al fianco di un uomo di cultura lituano, lo zoologo e botanico Tadas Ivanauskas. Nel 1908 scrisse l'opera Lituania: Studi sul risveglio nazionale (Litwa: studium odrodzenia narodowego).
Successivamente Römer divenne un membro delle legioni polacche di Piłsudski, esperienza durante la quale il suo rapporto con la Polonia subì increspature. Nel 1920, rifiutò la proposta di diventare primo ministro della Repubblica della Lituania centrale, scegliendo invece di trasferirsi a Kaunas, diventata la capitale provvisoria della Lituania, nazione indipendente a seguito della prima guerra mondiale.
Lo studioso divenne una figura di spicco nel periodo interbellico, come evince dalla sua nomina come membro del Tribunale supremo lituano (1921-1928) e del Consiglio di Stato della Lituania (1928-1931). Fu professore presso l'Università di Vytautas Magnus (1922-1940), quella di Vilnius (1940-1945) e rettore dell'Università della Lituania per tre mandati (1927-1928, 1933-1936 e 1936-1939). In qualità di avvocato internazionale, nel 1932 rappresentò la Lituania presso la Corte permanente di giustizia internazionale presso la sede di Klaipėda. Il tribunale riconobbe la validità delle considerazioni lituane secondo cui Otto Böttcher aveva violato la convenzione di Klaipėda.
Römer ultimò importanti opere sulla storia e sul diritto lituano, come il Lietuva del 1908, lo Studija apie lietuvių tautos atgimimą e il Die Verfassungsreform Litauens im Jahre 1928 del medesimo anno. È considerato uno dei più eminenti giuristi lituani, il progenitore, primo lettore e uno dei più importanti autori del diritto costituzionale lituano tra le due guerre. Mentre la maggior parte dei suoi scritti giuridici erano scritti in lituano e la sua firma su documenti e lettere lituani era Mykolas Römeris, (a volte anche accreditato come Mykolas Rėmeris o Mykolas Riomeris), egli continuò a scrivere il suo diario in polacco e a utilizzare la versione teutonica originale del suo nome (Michael von Römer) per i suoi scritti di diritto in tedesco.
Morì nel 1945, a circa un anno di distanza dalla rioccupazione sovietica della Lituania.
La facoltà di giurisprudenza dell'Università della Lituania a Vilnius è stata ribattezzata Università Mykolas Romeris nel 2004.